# 데이비드 잭슨 (농구 선수)

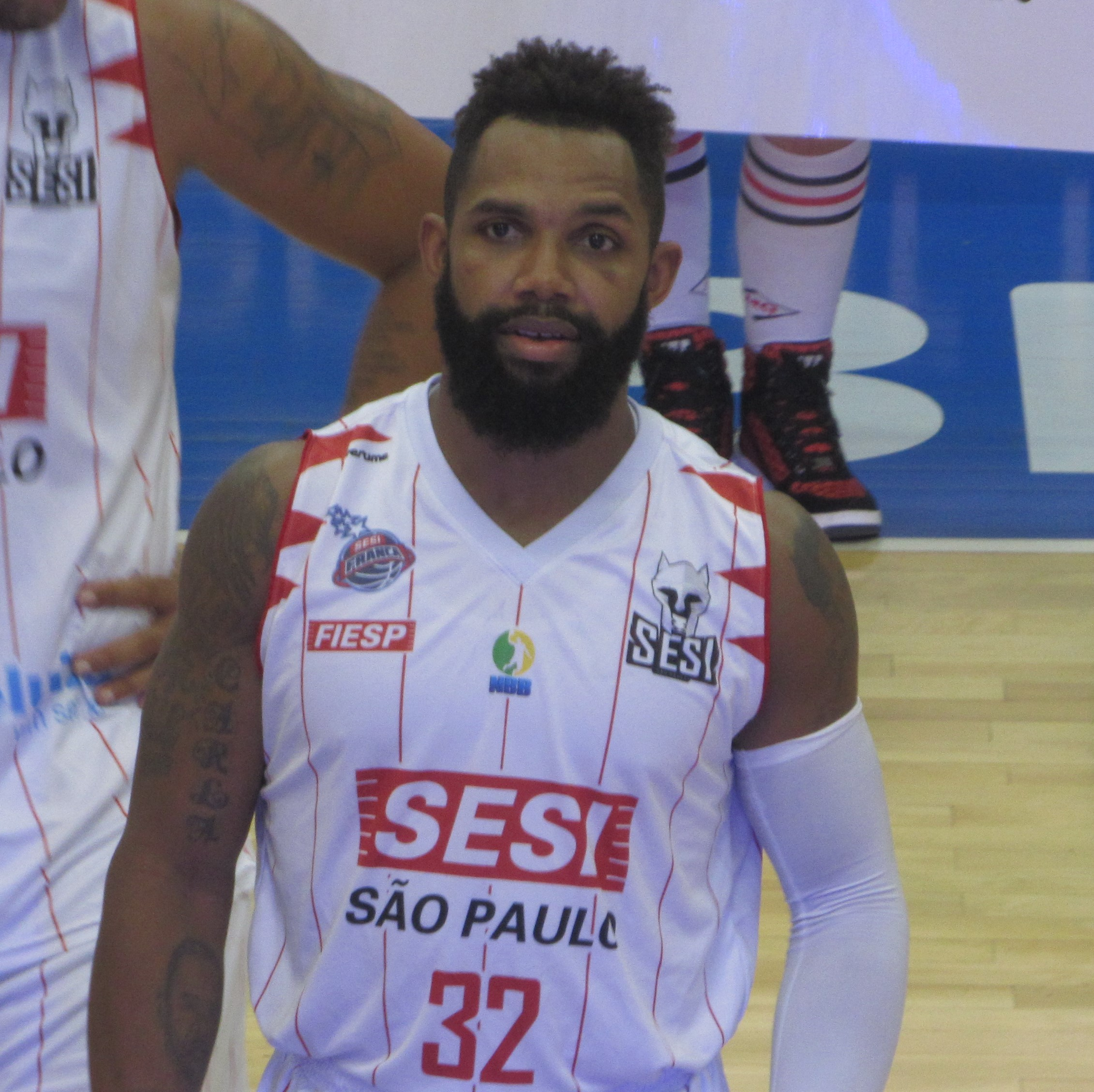
2019년 모습

데이비드 웨인 잭슨 주니어(David Wayne Jackson Jr., 1982년 8월 12일 ~ )는 노보 바스켓 브라질(Novo Basquete Brasil, NBB)의 프란카 소속 미국 프로 농구 선수이다. 키가 1.92m(6피트 3인치)인 콤보 가드인 그는 메릴랜드와 노스캐롤라이나에서 고등학교 농구를 했고 디비전 I 농구를 하기에 학문적 자격을 갖추지 못한 후 플로리다의 걸프 코스트 커뮤니티 칼리지에 다녔다. 걸프 코스트에서 2년을 보낸 후 잭슨은 펜스테이트로 이적하여 마지막 2년 동안 자격을 유지했다. 2007년 NBA 드래프트에서 지명을 받지 못한 그는 우루과이의 디펜서 스포팅(Defensor Sporting)에서 프로 경력을 시작했다. 그는 남미에서 뛰는 동안 두 번의 MVP 상(아르헨티나에서 한 번, 브라질에서 한 번), 여러 차례 올스타 선정, 2010년 LNB 득점 타이틀 등 여러 상을 받았다. 잭슨은 2023년 FIBA 인터내셔널 컵에서 우승했으며 토너먼트 최우수 MVP 선수로 선정되었다.

## 고등학교 경력
잭슨은 메릴랜드 주 록빌에서 태어나 메릴랜드 주 게이더스버그에 거주했으며 근처 벨트스빌에 있는 하이 포인트 고등학교에 다녔으며 그곳에서 포인트 가드 역할을 했다. 2000-01년 시니어 시즌이 끝난 후, 잭슨은 발 부상을 입었고 대학 농구에 대한 학문적 자격을 갖추지 못했으며, ACT에서 너무 낮은 점수를 얻었고 디비전 III 학교인 게티즈버그 대학으로부터 받은 유일한 제안을 포기해야 했다. . 고등학교를 졸업한 후 그는 생활 보조 센터에서 일한 뒤 노스캐롤라이나 주 롤리에 있는 예비 학교인 보너 아카데미(Bonner Academy)에 입학하기로 결정했다. 그는 성적을 향상시키고 SAT에 응시하여 NCAA 디비전 I 농구 자격을 얻으려고 노력했다.